# Signalisation routière au Maroc
 (signalé en mai 2025).
Si vous disposez d'ouvrages ou d'articles de référence ou si vous connaissez des sites web de qualité traitant du thème abordé ici, merci de compléter l'article en donnant les références utiles à sa vérifiabilité et en les liant à la section « Notes et références ».
- Archive Wikiwix
- Bing
- Cairn
- DuckDuckGo
- E. Universalis
- Gallica
- Google
- G. Books
- G. News
- G. Scholar
- Persée
- Qwant
- (zh) Baidu
- (ru) Yandex
- (wd) trouver des œuvres sur Wikidata

Voici les panneaux routiers utilisés au Maroc.

## Panneaux de signalisation

101.1 Virage à droite
101.2 virage à gauche
101.3 Succession de virages, le premier à droite
101.4 Succession de virages, le premier à gauche
102.1 Descente dangereuse
102.2. Montée raide
103.1 La route se rétrécit
103.2 La route se rétrécit à droite
103.3 La route se rétrécit à gauche
104 Pont étroit
105 Pont d'ouverture
106 Quai
107.1 Une surface irrégulière
107.2 Ralentisseur
108 Surface glissante
109 Surface submersible
110 Gravier meuble
111 Risque de chute de pierres
112 Passage piéton
113 Enfants
114 Cyclistes
115.1 Bétail
115.2 Mouton
115.3 Chameaux
116 Animaux sauvages
117 Cavaliers
118 Feux de circulation
119 Traversée d'une zone de danger aérien
120 Vents latéraux
121 Circulation bidirectionnelle
122 Autres dangers à proximité
123 Passage à niveau avec barrières à commande manuelle pour le passage des trains
124 Passage à niveau sans barrières ni demi-barrières
125 Traversée de voie de tramway
126 Machines agricoles
127 Véhicules à traction animale

## Panneaux d'intersection et de priorité

201 Arrêt (arabe)
201 Arrêt (français)
202.1 Cédez le passage
202.2 Cédez le passage en avant
202.3 Panneau d'arrêt devant
203 Intersection de routes auxquelles s'applique la règle générale de priorité au droit
204 Intersection d'une route prioritaire avec une route secondaire
205 Rond point
206 Indication qu'une route a un statut prioritaire
207 Fin du statut prioritaire d'une route